# Telraam.net
Telraam.net is een burgerwetenschapsproject om verkeerstellingen uit te voeren, en zo mee het lokaal mobiliteitsbeleid te helpen sturen. Het initiatief werd in 2018 gestart door de organisaties Transport & Mobility Leuven, Waanz.in en Mobiel 21. Eind maart 2019 werden de eerste honderd sensoren geactiveerd in Kessel-Lo, anno 2020 zijn er meer dan 600 installaties in Vlaanderen.
Basis van het initiatief is het Telraam-toestel, een combinatie van een Raspberry Pi-microcomputer, sensoren en een lage-resolutiecamera. Dit wordt bevestigd aan de binnenkant van een raam op een van de verdiepingen met zicht op de straat. Het toestel maakt onderscheid tussen voetgangers, fietsers, auto’s en zwaar verkeer, en kan ook een inschatting maken van de richting en snelheid ervan. Via de telraam-website zijn de resultaten visueel beschikbaar.